# Justine Suissa
Justine Suissa (21 de marzo de 1970) es una cantante inglesa conocida por ser la vocalista del grupo de música trance OceanLab, creado por Above & Beyond. Además ha colaborado junto a grandes DJ de renombre como Armin van Buuren, Markus Schulz, Robbie Rivera. Captó la atención de la escena de música trance con su colaboración en la canción Autumn Tactics de Chicane en 2000 incluida en el álbum Behind The Sun. Además integró el proyecto Keylime junto a Robbie Rivera y Ned Bigham, conocidos por el sencillo «Girlfriend» editado en 2003.

## Discografía

### Álbumes
- 2008: Sirens of the Sea de Above & Beyond como OceanLab.

### Sencillos
- Chicane feat. Justine Suissa - Autumn Tactics (2000)
- Silvester feat. Justine Suissa - One More Step To Heaven (2003)
- Armin van Buuren feat. Justine Suissa - Burned With Desire (2003)
- Robbie Rivera feat. Justine Suissa (AKA Keylime) - Girlfriend (2003)
- Armin van Buuren feat. Justine Suissa - Never Wanted This (2003)
- Masters & Nickson feat. Justine Suissa - Out There (5th Dimension) (2003)
- Markus Schulz pres.  Elevation feat. Justine Suissa - Somewhere (Clear Blue) (2004)
- Armin van Buuren feat. Justine Suissa - Wall Of Sound (2005)
- Armin van Buuren feat. Justine Suissa - Simple Things (2006)
- Robbie Rivera feat. Justine Suissa (AKA Keylime) - Float Away (2006)
- OceanLab - Miracle (2008)
- OceanLab - Breaking Ties (2008)
- OceanLab- On A Good Day (2009)
- OceanLab - Lonely Girl (2009)
- OceanLab vs. Mike Shiver - If I Could Fly On The Surface (2010)
- Markus Schulz feat. Justine Suissa - Perception (2010)
- Above & Beyond & Gareth Emery presents OceanLab - On a Good Day (Metropolis) (2010)
- Boom Jinx - Phoenix From The Flames (2011)
- Above & Beyond - Little Something (2015)
- Above & Beyond - Another Chance (2015)
- Above & Beyond - Alright Now (2017)
- Above & Beyond - "Naked" (2019)